# Кампокиаро
Кампокиа̀ро (на италиански: Campochiaro) е село и община в Централна Италия, провинция Кампобасо, регион Молизе до град Бояно. Разположено е на 750 m надморска височина. Населението на общината е 647 души (към 2010 г.).
Българите на Алцек населяват и създават градовете Sepinum (Сепино), Bovianum (Бояно) и Изерния в регион Молизе. И до днес топонимите в тази италианска област са свързани с българите от VІІ в. на Алцек. Според Павел Дякон, те през VІІІ в. говорили все още на своя език, въпреки че употребявали и латински. Тук населението и до днес има носии, някои обичаи, гайди и отделни думи като българските, а в околията на гр. Бояно в с. Вичене – Кампокиаро в 1987 – 2007 г. е открит и проучен голям прабългарски некропол с гроба Алцек, братът на Аспарух, находките от които се съхраняват в музея в гр. Кампобасо.